# Remedy (песня)
Remedy — песня музыкальной южноафриканской пост-гранж группы Seether из альбома 2005 года Karma and Effect, в котором трек расположился на 2-й строчке, песня стала первым синглом группы, попавшим на 1-е место в Billboard Mainstream Rock.

## Музыкальное видео
Музыкальный видеоклип на песню «Remedy» записан при помощи режиссёра Дина Карра, на данном видеоклипе мы можем увидеть фронтмена в клоунском облике, он представляется в полосатом бело-красном костюме, остальные же участники группы одеты в повседневную одежду.
Действие происходит в заброшенном деревянном доме, стоящим на воде. Также в клипе можно увидеть группу подростков, которые ступают на порог дома.

## В массовой культуре
- Звучит в видеоигре «Guitar Hero On Tour: Decades»
- Появляется в гоночной видеоигре Test Drive Unlimited[4]
- «Remedy» стала лейтмотивом для WWE SummerSlam 2005

## Сертификация
| Регион                                                                      | Сертификация  | Продажи   |
| --------------------------------------------------------------------------- | ------------- | --------- |
| Новая Зеландия (RMNZ)                                                       | Золотой       | 15 000    |
| США (RIAA)                                                                  | 2× Платиновый | 2 000 000 |
| Данные о продажах + прослушиваниях приведены только на основе сертификации. |               |           |